# أدريان موريسون
أدريان موريسون (بالإنجليزية: Adrienne Morrison) هي ممثلة أمريكية، ولدت في 1 مارس 1883 بنيويورك في الولايات المتحدة، وتوفيت بنفس المكان في 20 نوفمبر 1940 بسبب نوبة قلبية.

## وصلات خارجية
- أدريان موريسون على موقع IMDb (الإنجليزية)
- أدريان موريسون على موقع قاعدة بيانات برودواي على الإنترنت (الإنجليزية)